# Бахрами, Мохсен
Мохсен Бахрами (персидский: محسن بهرامی; родился 25 марта 1982 года в Тегеране) — иранский актер, ведущий и актер озвучивания. Он является выпускником высшей школы актерского мастерства в сфере искусства и начал свою карьеру в 1994 году с сериала «След друга» (перс. ردپای دوست), но профессиональная карьера началась с игры в театре «Остаться в живых» (перс. از دست رفته) режиссера Фархада Аслани в 2001 году.

## Деятельность

### Театр
Сниматься в театре он начал, сыграв в «Остаться в живых» режиссера Фархада Аслани. За последние годы он сыграл во многих спектаклях, самые известные из которых - «Вишнёвый сад» режиссёра Акбара Занджанпура, «Дар Амаак» режиссёра Мустафы Абдуллахи, «Гол ва Кадаре» режиссёра Бехзада Фарахани, «Тряпка» режиссёра Бехзада Фарахани. Аюб Агахани, «Отец» режиссера Махмуда Зенденаама, «Молли Суини» и «Дом закрыт» режиссера Шимы Фарахманда.
| Год      | Отображаемое имя                            | Директор              |
| -------- | ------------------------------------------- | --------------------- |
| 2001 г.  | Потерянный                                  | Фархад Аслани         |
| 2012 год | Молли Суини                                 | Шима Фархаманд        |
| 2014 год | Дом закрыт                                  | Шима Фархаманд        |
| 2014 год | Моя любовь — футбол                         | Шаян Афкари           |
| 2014 год | Пьеса для тебя (Играть в чтение)            | Эхсан Карами          |
| 2015 год | Тегеран под крыльями ангелов (Чтение пьесы) | Надер Борхани Маранд  |
| 2015 год | Гол ва Кадаре                               | Бехзад Фарахани       |
| 2015 год | Нижние глубины                              | Мустафа Абдуллахи     |
| 2015 год | С Днем Рождения, Пейман                     | Шаян Афкари           |
| 2016 год | Вишневый сад                                | Акбар Занджанпур      |
| 2017 год | Хафте Аср Хафтоме Пайиз                     | Аюб Агахани           |
| 2017 год | Отец                                        | Махмуд Зенденаам      |
| 2018 год | Трюкаж (дубляж)                             | Мохаммад Реза Колипур |
| 2019 год | тряпка                                      | Аюб Агахани           |
| 2019 год | Сын                                         | Али Могадам           |
| 2020 год | Номер в отеле Плаза (кинотеатр)             | Марьям Багери         |
| 2021 год | Особняк Каджари                             | Марьям Багери         |
| 2023 год | Носорог читает (Играть в чтение)            | Кейван Касирян        |
| 2024 год | Биджан и Мания                              | Шокрхода Гударзи      |
| 2024 год | Песни Фив                                   | Аюб Агахани           |

В одной из бесед Бахрами так охарактеризовал игру в театре: «Актер театра должен быть всегда готов физически и в актерском плане, и он не может ретушировать свои ошибки. В картине образ актера снят по принципу размер кадра, который хочет от тебя режиссер. В театре ты должен быть идеальным и безупречным».

### Телевидение
До сих пор он появлялся в таких сериалах, как «Огни большого города» режиссера Масуда Керамати, «Невинные» режиссера Ахмада Амини, «Это может случиться и с тобой» режиссера Ахмада Моаззами, «Навар Зард» режиссера Пурии Азарбайджани, Сериал «Головоломка» и «Наджва» режиссера Эбрагима Шейбани и «Салам Агаайе Модир» режиссера Алиреза Тавана, а также, помимо этого, он появлялся в таких телефильмах, как «Дар Мияане Саайе Хаа» режиссера Масуда Керамати и «Скрытая мудрость». Режиссер Маджид Торбати. Он также сыграл роль в сериале «Шахраг» режиссера Сейеда Джалала Дехгани Ашкезари.
| Год      | Заголовок                     | Директор              |
| -------- | ----------------------------- | --------------------- |
| 1994 г.  | Серия Rade Paaye Dust         | Аббас Ранджбар        |
| 2004 г.  | Серия «Огни города»           | Масуд Керамати        |
| 2006 г.  | Телефильм «Скрытая мудрость»  | Маджид Торбати        |
| 2007 год | Кость Телефильм               | Фархад Ализаде Аахи   |
| 2008 год | Серия «Невинные»              | Ахмад Амини           |
| 2008 год | Дар Мияне Саайе Хаа Телефильм | Масуд Керамати        |
| 2009 год | Это может случиться и с тобой | Ахмед Моазземи        |
| 2014 год | Головоломка                   | Эбрагим Шейбани       |
| 2017 год | Серия Найва                   | Эбрагим Шейбани       |
| 2017 год | Серия Навааре Зард            | Пурия Азарбайджани    |
| 2019 год | Салам Агайе Модир             | Алиреза Тавана        |
| 2020 год | Серия Шахраг                  | Сейед Джалал Ашкезари |
| 2023 год | Серия Базпорс                 | Ахмад Моаззами        |
| 2024 год | Серия осьминогов              | Ахмад Моаззами        |

Бахрами был ведущим телеконкурса «Раде Паа», который транслировался на канале IRIB TV5.
Также имел опыт выступления в программе «Радио Хафт» телеканала IRIB Amoozesh.
Бахрами также активно участвует в программе «Баржа Аваль», выпущенной в 1400 году каналом iFilm Channel и посвященной книгам и чтению.

### Службы потокового мультимедиа
| Год      | Заголовок                   | Роль   | Директор         |
| -------- | --------------------------- | ------ | ---------------- |
| 2024 год | Серия «Асфальтовые джунгли» | Хауман | Пейман Теймурташ |

### Севина
Бахрами неоднократно сотрудничал с «Севина Групп» (специальный кинотеатр для слепых). Эта группа была создана в 2018 году Геларехом Аббаси с целью предоставления культурной и художественной продукции слепым людям, а также для поддержки способностей слепых людей в культурной и художественной сферах страны.

### Радио
Мохсен Бахрами также работал радиоактером в Главном отделе исполнительских искусств радио с 2009 года.
Программа «Намварнаме», рассказанная и сыгранная Мохсеном Бахрами, является первой радиодраматической версией «Шахнаме», которая начала вещание 15 мая 2022 года, что совпало с днем сохранения персидского языка и памяти Фирдоуси на IRIB Radio Namayesh.

### Кино
Озвучку роли Аббаса Бин Али в фильме « Хусейн, который сказал нет » режиссера Ахмада Резы Дарвиша выполнил Мохсен Бахрами.

### Аудиокниги и шоу
Он также осуществил значительную деятельность в области озвучивания аудиокниг и аудиошоу, о чем можно судить по его присутствию в качестве рассказчика и диктора в книге «Шерлок Холмс», аудиошоу «Ребекка», книге «Портрет Дориана Грея», «Страх и трепет». книга и т. д.
Исполнение Мохсеном Бахрами роли Гола Мохаммеда в аудиоверсии книги Махмуда Довлатабади « Келидар », считающейся одним из самых выдающихся персидских аудиопроизведений, было хорошо встречено зрителями.

## Награды

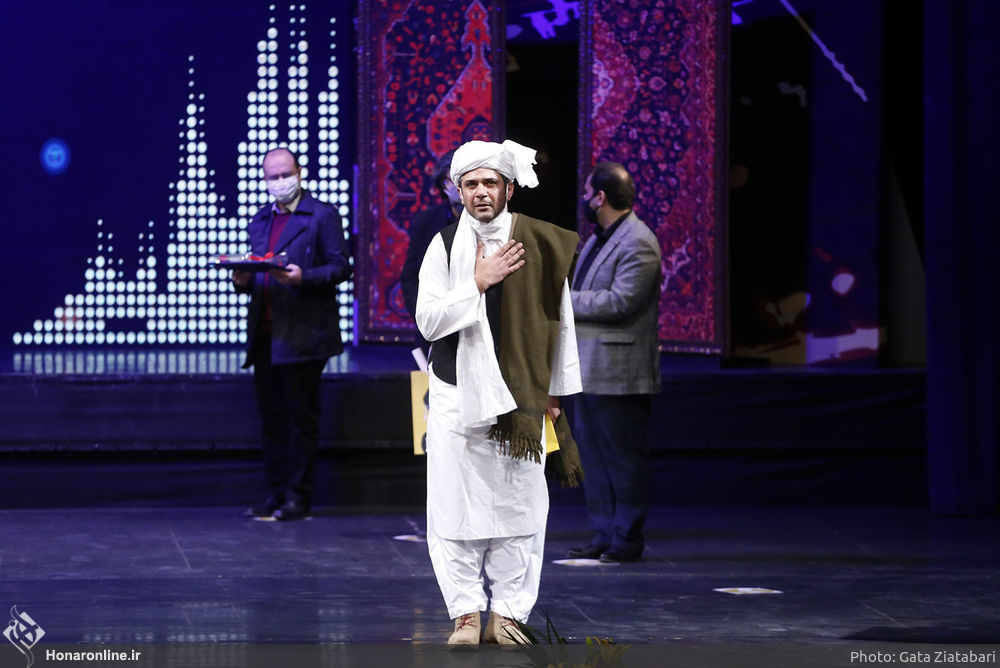
Мохсен Бахрами на церемонии закрытия 36-го музыкального фестиваля Фаджр

В 2009 году Бахрами получил статую первого актера-мужчины в секции радиодрамы 13-го фестиваля студенческих театров.
Также в разделе анонсирования электронных работ Совета детской книги, который состоялся в августе 2021 года, Бахрами был награжден избранной мемориальной доской и «Знаком маленькой черной рыбки» (2019) за повествование книги о Шерлоке Холмсе .
Присутствуя на церемонии закрытия 36-го музыкального фестиваля Фаджр, как представитель семьи Дорпур, он получил почетный диплом за лучшее исполнение музыки региона (Нур Мохаммад Дорпур за альбом Дордане).